# Podgoreț, Burgas
Podgoreț (în bulgară Подгорец) este un sat în comuna Ruen, regiunea Burgas,  Bulgaria. 

## Demografie
Componența etnică a satului Podgoreț
     Turci (85,95%)
     Bulgari (1,71%)
     Nicio identificare (12,32%)
     Altele (0%)
La recensământul din 2011, populația satului Podgoreț era de 349 locuitori. Din punct de vedere etnic, majoritatea locuitorilor (85,95%) erau turci, cu o minoritate de bulgari (1,71%). Pentru 12,32% din locuitori nu este cunoscută apartenența etnică.